# パイカ
パイカ(pica)は、印刷などに使用される長さの単位である。1パイカ=1/6インチ=12ポイントである。
パイカは1785年ごろディドー(François-Ambroise Didot)がフルニエ(Pierre-Simon Fournier)による単位系を改良したのが始まりである。彼はシセロなどの伝統的な長さの単位をポイント単位に変換している。
今日では、パイカという単位は以下の3種類のいずれかを表す。
- フレンチ・パイカはディドーが定義したもので、古い単位のシセロに等しい。12 × 0.376 = 4.512 mm (0.177 in)。
- アメリカン・パイカまたはジョンソン・パイカはアメリカで定義されたものである。350 ÷ 83 = 4.2175 mm。
- 現在のコンピュータで使用されているパイカは、国際フィートの 1/72 と定義されている。4.233 mm (0.166 in)。PostScriptがこの定義を採用したことから、プリンタにおいても一般的に使用されている。

タイプライターにおけるパイカの設定はこれらと異なり、水平方向の1インチに10文字を表示する大きさである。
一般的に、パイカは大文字の P で表され、後ろに斜め線(/)がつくこともある。ポイントは小文字の p で表す。パイカとポイントを併用する時には、P/ の後にポイント数を書き、多くの場合ポイントを表す p を付ける。例えば、5p は5ポイント、6P/2p は 6パイカ2ポイント=74ポイント、1P/1 は13ポイントである。
カスケードスタイルシートにおいて、パイカは"pc"であらわす。このパイカは 1/6インチである。